# أدي سوفير
أدي سوفير (بالعبرية: עדי סופר‏) هو لاعب كرة قدم إسرائيلي في مركز الوسط، ولد في 21 يناير 1987 في هرتسليا في إسرائيل. لعب مع مكابي نتانيا ونادي هبوعيل القدس.

## وصلات خارجية
- أدي سوفير على موقع قاعدة بيانات كرة القدم.إي يو (الإنجليزية)
- أدي سوفير على موقع Soccerway.com (الإنجليزية)